# Pseudoprumna
Pseudoprumna es un género de saltamontes de la subfamilia Melanoplinae, familia Acrididae, y está asignado a la subtribu Miramellina de la tribu Podismini. Pseudoprumna es un género monotípico, y su única especie es Pseudoprumna baldensis, Krauss, 1883.

## Descripción
Pseudoprumna baldensis, la única especie de Pseudoprumna, es un saltamontes verde claro de constitución robusta. Una banda oscura se extiende desde el ojo sobre el órgano timpánico hasta el final del abdomen. Las patas y el órgano auditivo son principalmente de color gris oscuro rojizo. Los machos alcanzan una longitud de 14 a 17 milímetros, y las hembras de 19 a 22 mm. Las alas no existen.

## Distribución y ciclo de vida
Pseudoprumna baldensis es endémica de los Alpes italianos. Solo se conoce desde la ladera oriental del Monte Baldo en altitudes de 1650 a 1800 metros, y de tres grupos de montañas al oeste del lago de Garda. El hábitat consiste en prados alpinos donde esta especie se encuentra en arbustos enanos y en hierba a menudo en alta densidad. Se pueden encontrar ejemplares adultos entre agosto y septiembre.